# 第2届大众电视金鹰奖
第2届大众电视金鹰奖于1984年4月23日下午在北京揭晓，共收到16万张观众选票，授奖大会于4月27日在中南海中央警卫局礼堂举行。

## 得奖名单

### 优秀连续剧
- 《高山下的花环》107525票 （山东电视台）
- 《华罗庚》82228票 （浙江电视台）
- 《生命的故事》59801票（中国电视剧制作中心）

### 优秀单本剧
- 《走进暴风雨》57877票（中国电视剧制作中心）
- 《燕儿窝之夜》48177票（上海电影制片厂电视部）
- 《女记者的话外音》28853票（浙江电视台）
- 《第九个售货亭》16630票（江苏电视台）

### 优秀短剧小品
- 《在古师傅的小店里》22826票（陕西电视台）

### 优秀儿童剧
- 《大鸟在中国》57401票（中央电视台）

### 优秀戏曲片
- 《璇子》98647票（上海电视台）

### 优秀男主角
- 达式常 67016票《走进暴风雨》中饰贺达
- 周里京 54991票《高山下的花环》中饰赵蒙生

### 优秀女主角
- 相虹 72119票《生命的故事》中饰玲玲
- 茅善玉 60088票《璇子》中饰周旋

### 优秀男配角
- 佟瑞敏 28963票《华罗庚》中饰王唯克

### 优秀女配角
- 王玉梅 82201票《高山下的花环》中饰梁大娘